# 熊本ルネサンスフットボールクラブ
熊本ルネサンスフットボールクラブ（くまもとルネサンスフットボールクラブ、Kumamoto Renaissance F.C）は、熊本県をホームタウンとする女子サッカークラブである。

## 概要・歴史

### 前史（1983年-1997年）
1983年、飽託郡飽田町（現：熊本市南区）の飽田南小学校サッカー部の母親たちを中心とするママさんサッカークラブとして発足。1985年には中学生も加入し始めたため、1987年にママさんチームの「飽田ママ」と、のちに中高生を中心にしたチームになる「熊本レディース飽田」に分離した。
1989年には中高生チームが「飽田FCレディース」と改称。九州女子サッカー選手権大会で6連覇、皇后杯全日本女子サッカー選手権大会には出場12回の実績を残し、日本女子サッカーリーグ（L・リーグ）の日興證券ドリームレディース、松下電器パナソニック バンビーナなどに選手を送り出した。その一方で1996年には「九州からL・リーグを」との期待を受けてJLSLチャレンジマッチ'96にも参加するが、浦和レディースFCとの対戦に敗れてしまう。
翌1997年、熊本県酪農業協同組合連合会（酪農マザーズ）の協賛を得ることになり、クラブ名を「マザーズ熊本フットボールクラブ」、チーム名も「マザーズ熊本レインボーレディース」と改称。シーズンオフに行われた「L・リーグ入替戦」に参加したが、宝塚バニーズとの対戦（ホーム・アンド・アウェー方式）では2戦とも「無得点2桁失点」という大差で敗れた。

### ルネサンス熊本フットボールクラブ（1998年-2010年）
1998年、マザーズ熊本レインボーレディースから主力選手が脱退し、独立した新チーム「ルネサンス熊本フットボールクラブ」を結成。競技スポーツとしての女子サッカーの探求と、選手を主体としたチーム運営でよりよきクラブチームの再生（ルネサンス）をめざしての命名であったといわれる。同年、九州女子サッカーリーグの創設に伴い加盟。
2000年、創部3年目にして念願のL・リーグ入りを果たしたが、九州リーグでの優勝もなく（最高位2位）、入替戦を経験せずの参入ということもあり勝利が遠く、参入3年目となる2002年10月27日のYKKフラッパーズ戦で引き分け（1-1）、リーグ戦で初の勝ち点を獲得。一方で田崎ペルーレ、伊賀FCくノ一といった強豪クラスとの対戦では2桁失点での大敗を繰り返した。
2004年、なでしこリーグ2部発足に伴い参加。2004年7月4日のジェフユナイテッド市原レディース戦でリーグ戦初勝利（3-1）。初勝利をあげるまで52敗2分という成績だった。その後も勝利を重ね、初めて最下位を脱出することができた。しかし翌2005年には再び最下位に転落。2006年も開幕時のメンバーに高校生・中学生世代の選手が登録されるなど、他チームと比べて選手の平均年齢が低い構成で、その後も成績は低迷。
2010年はリーグ再編によりチャレンジリーグWESTに編入。リーグ戦では未勝利で最下位となり、2010チャレンジリーグ入替戦に参加。11月14日・21日に行われたスフィーダ世田谷FCとの入替戦では1分1敗に終わり、九州リーグに降格。なお、この年はなでしこリーグ昇格の権利を持つなでしこリーグ準加盟制度の承認を受けていたが、九州リーグ降格によりなでしこリーグ準加盟の会員資格も規定により喪失となった。

### 益城ルネサンス熊本フットボールクラブ（2011年-2016年）
2011年
長年、代表兼監督としてチームを率いてきた山形秀晴が勇退し、運営体制を刷新。戦いの場を九州リーグ1部に移し、再びチャレンジリーグ・なでしこリーグ昇格を目指すこととなった。
4月よりホームタウンを熊本市から隣接した上益城郡益城町へ移転。益城町の所有するスポーツ施設の優遇利用などのバックアップを受けることになった。それに伴いチーム名称を「益城ルネサンス熊本フットボールクラブ」に変更。ユニフォームスポンサーに新日本製薬（胸、袖）、五木食品（背中）が入った。
早稲田大学ア式蹴球部女子コーチの福田あやを監督に迎えるなど大幅にチーム体制の強化を図り、九州女子リーグでは9勝1敗2分の成績で初優勝。10月に開催された第33回全日本女子サッカー選手権大会九州予選ではチャレンジリーグ所属のジュ ブリーレ鹿児島を準決勝（2-0）で破り意地を見せた。11月に行われた2011チャレンジリーグ入替戦出場決定戦は、1回戦で豊田レディースFCに2-0で勝利するも、準決勝でJAPANサッカーカレッジレディースに1-3で敗れ、九州リーグに残留。
2012年
ユニフォームサプライヤーがA-LINEジャポネスポーツに変更。ユニフォームスポンサーに五木食品（胸）、杉養蜂園（背中）、お菓子の香梅（袖）、サントリービバレッジサービス（パンツ裾）と地元熊本で知名度の高い企業によるフルスポンサードを獲得。公式ウェアスポンサー（ジャージ、ピステ）にも地元の医療機関、益城病院のロゴが入るなど運営体制を更に強化した。
5月の第24回九州なでしこサッカー大会では決勝で神村学園高等部を破り優勝。九州女子リーグは11戦無敗も勝点1差で2位。シーズン終盤には、福岡J・アンクラスより谷原ゆかりが新加入、元九州松下電器サッカー部監督の尾上賢二がコーチに就任。公式練習着にも複数のスポンサーを獲得するなどチーム基盤を強化している。
11月に開催された2012チャレンジリーグ入替戦予選大会では1回戦で清水第八プレアデスと対戦するも2-3で敗戦。その後の敗者復活戦でもノルディーア北海道に0-1で敗れ、入替戦進出への最後の一枠をかけたNGU名古屋FCレディースとの試合にもPK戦の末敗れたことで、九州リーグ残留となった。シーズン終了後、福田監督は退任。
2013年
指導体制を一新。元INAC神戸レオネッサ監督の高須理稔をエグゼクティブアドバイザー（総監督待遇）として迎え、監督に葎迫大輔が就任。主力選手6名が退団となったがジュ ブリーレ 鹿児島や愛媛FCレディースなどからの移籍組と徳山大学などからの新卒組8名が加入。選手層は大幅な若返りとなった。
ユニフォームスポンサーは前年に続きフルスポンサードを受け、新たにオフィシャルウェアスポンサーとして地元熊本の航空会社天草エアラインからも支援を受けることになった。シーズン後半からは元INACレオネッサ、スペランツァFC高槻に所属した小林未央がコーチに就任。
九州リーグでは8勝3分0敗で優勝。2013年チャレンジリーグ入替戦予選大会に進出したが1勝1敗に終わり残留。第17回九州女子ユース（U-22）選手権大会ではアンクラス・ユースを下して優勝し、下部組織として九州タイトルを取得した。
2014年
前年、福岡J・アンクラスを指揮した八木邦靖が監督に就任。コーチ陣も一新した。新たにウェアサプライヤーとしてヨネックスと契約。バニーズ京都SCの主力であった亀岡夏美、中村美希が新加入。他にも愛媛FC、AC長野パルセイロなどから4名が加入。前年まで在籍していた選手のうち、熊本学園大学に在籍・入学する選手は新設された熊本学園大学女子サッカー部へ移籍となり、メンバーの大半が、なでしこリーグ・チャレンジリーグの経験者となった。また、ヨネックスとの契約に合わせる形でユニフォームカラーが2001年以来のイエロー（当時はシャツ=イエロー、パンツ=ブルー）に変更となった。
九州リーグでは11勝1分無失点で2連覇、近藤夏実が得点王を獲得。地域リーグ降格以降最高の成績で2014チャレンジリーグ参入チーム決定戦に参加。第1週は新潟医療福祉大学女子サッカー部に0-1、横浜FCシーガルズに1-3で破れ自動昇格は逃したものの、第2週はディオッサ出雲F.C.に13-0、ジュブリーレ鹿児島に2-0で勝利。2014チャレンジリーグ入替戦に進出する。入替戦では清水第八プレアデスとホーム＆アウェーで対戦。4-0、1-0で勝利し2010年以来のチャレンジリーグ復帰を果たす。
2015年
前年とほぼ同じ体制でチャレンジリーグWESTに挑んだが4勝10敗1分と低迷。得失点差で最下位（6位）となり八木監督はシーズン途中で退任。コーチが監督代行として指揮し、チャレンジリーグ入替戦に臨んだ。
オルカ鴨川FCとの入替戦では、アウェイでの1戦目は0-1、ホームでの2戦目は2-1の2戦合計2-2だったが、アウェイゴールルールにより敗退。わずか1年で九州リーグ降格となった。
2016年
前年アドバイザーとして加入した山下恭典（前：INAC神戸レオネッサGM）をGMに迎えて1年でのチャレンジリーグ復帰を目指す矢先に熊本地震が発生。益城町では大きな被害を受け選手・関係者も避難生活を余儀なくされ、リーグも前期日程が中止になる。
1回戦総当たりとなった九州リーグでは柳ヶ浦高校との直接対決に敗れ2位。2016チャレンジリーグ入替戦予選大会には不参加。以降なでしこリーグ参入を賭けた昇格戦には参加していない。

### 熊本ルネサンスフットボールクラブ（2017年- ）
2017年
熊本地震の影響は運営法人にも及び、練習場の確保やスポンサーの支援が困難になり、2016年12月18日に全選手が自由契約、2017年1月には運営法人が解散となる。チーム消滅の危機となったが、山下GMの尽力により食品卸の木村が支援を表明。「オール熊本」を掲げ、新たに運営法人「一般社団法人熊本ルネサンス」を設立した上で、チーム名を「熊本ルネサンスフットボールクラブ」に改め、チームカラーも赤と黒を基調としたものに変更。練習拠点を上益城郡嘉島町の嘉島町総合運動公園に置き、選手12名での再出発となった。従来の下部組織は益城ルネサンス熊本フットボールクラブの名称で別団体として活動を継続している。
監督には開志学園高校前監督の鈴木聡が就任した。2017年5月2日、元日本代表GKの海堀あゆみがコーチ兼任で加入（現役復帰）。本人の希望もあり、FW登録での加入となった。
九州リーグは8勝4分2敗で3位。
2018年
九州リーグは7勝2分5敗の4位。シーズン終了後には山下GM、海堀あゆみ他主力選手数名退団が発表された。
2020年
九州リーグは新型コロナウイルスの影響により中止。唯一の公式戦であった皇后杯九州予選は2回戦で敗退。
2021年
九州リーグは新型コロナウイルスの影響により1回戦総当たりで開催。3勝0分4敗で5位。
2023年
九州リーグは1勝2分11敗の7位に終わり、2部降格。
2024年
九州リーグ2部降格に伴い、皇后杯は県予選（熊本県女子サッカー選手権大会）からの参加となったが、準決勝敗退。

## 成績

### リーグ戦
| 年度 | リーグ               | 順位                               | 勝点                               | 試合                               | 勝                                 | 分                                 | 敗                                 | チーム数                           | 皇后杯       | 監督     | チーム名                              |
| ---- | -------------------- | ---------------------------------- | ---------------------------------- | ---------------------------------- | ---------------------------------- | ---------------------------------- | ---------------------------------- | ---------------------------------- | ------------ | -------- | ------------------------------------- |
| 1998 | 九州女子             | 2位                                | -                                  | -                                  | -                                  | -                                  | -                                  | -                                  | 九州予選敗退 | 山形秀晴 | ルネサンス熊本 フットボールクラブ     |
| 1999 | 九州女子             | 2位                                | -                                  | -                                  | -                                  | -                                  | -                                  | -                                  | 九州予選敗退 | 山形秀晴 | ルネサンス熊本 フットボールクラブ     |
| 2000 | L・リーグ            | 9位                                | 0                                  | 12                                 | 0                                  | 0                                  | 12                                 | 9                                  | 2回戦敗退    | 山形秀晴 | ルネサンス熊本 フットボールクラブ     |
| 2001 | L・リーグ            | 10位                               | 0                                  | 13                                 | 0                                  | 0                                  | 13                                 | 10                                 | 2回戦敗退    | 山形秀晴 | ルネサンス熊本 フットボールクラブ     |
| 2002 | L・リーグ            | 11位                               | 2                                  | 10                                 | 0                                  | 2                                  | 8                                  | 11                                 | 2回戦敗退    | 山形秀晴 | ルネサンス熊本 フットボールクラブ     |
| 2003 | L・リーグ            | 13位                               | 0                                  | 16                                 | 0                                  | 0                                  | 16                                 | 13                                 | 1回戦敗退    | 山形秀晴 | ルネサンス熊本 フットボールクラブ     |
| 2004 | L・リーグ2部         | 4位                                | 14                                 | 15                                 | 4                                  | 2                                  | 9                                  | 6                                  | 2回戦敗退    | 山形秀晴 | ルネサンス熊本 フットボールクラブ     |
| 2005 | L・リーグ2部         | 7位                                | 6                                  | 18                                 | 1                                  | 3                                  | 14                                 | 7                                  | 1回戦敗退    | 山形秀晴 | ルネサンス熊本 フットボールクラブ     |
| 2006 | なでしこリーグ2部    | 8位                                | 5                                  | 21                                 | 1                                  | 2                                  | 18                                 | 8                                  | 2回戦敗退    | 山形秀晴 | ルネサンス熊本 フットボールクラブ     |
| 2007 | なでしこリーグ2部    | 8位                                | 2                                  | 21                                 | 0                                  | 2                                  | 19                                 | 8                                  | 1回戦敗退    | 山形秀晴 | ルネサンス熊本 フットボールクラブ     |
| 2008 | なでしこリーグ2部    | 9位                                | 9                                  | 16                                 | 3                                  | 0                                  | 13                                 | 9                                  | 1回戦敗退    | 山形秀晴 | ルネサンス熊本 フットボールクラブ     |
| 2009 | なでしこリーグ2部    | 8位                                | 5                                  | 21                                 | 1                                  | 2                                  | 18                                 | 8                                  | 1回戦敗退    | 山形秀晴 | ルネサンス熊本 フットボールクラブ     |
| 2010 | チャレンジリーグWEST | 6位                                | 1                                  | 15                                 | 0                                  | 1                                  | 14                                 | 6                                  | 1回戦敗退    | 山形秀晴 | ルネサンス熊本 フットボールクラブ     |
| 2011 | 九州女子1部          | 優勝                               | 29                                 | 12                                 | 9                                  | 2                                  | 1                                  | 7                                  | 2回戦敗退    | 福田あや | 益城ルネサンス熊本 フットボールクラブ |
| 2012 | 九州女子             | 2位                                | 27                                 | 11                                 | 8                                  | 3                                  | 0                                  | 12                                 | 九州予選敗退 | 福田あや | 益城ルネサンス熊本 フットボールクラブ |
| 2013 | 九州女子             | 優勝                               | 27                                 | 11                                 | 8                                  | 3                                  | 0                                  | 12                                 | 1回戦敗退    | 葎迫大輔 | 益城ルネサンス熊本 フットボールクラブ |
| 2014 | 九州女子             | 優勝                               | 34                                 | 12                                 | 11                                 | 1                                  | 0                                  | 13                                 | 九州予選敗退 | 八木邦靖 | 益城ルネサンス熊本 フットボールクラブ |
| 2015 | チャレンジリーグWEST | 6位                                | 13                                 | 15                                 | 4                                  | 1                                  | 10                                 | 6                                  | 九州予選敗退 | 八木邦靖 | 益城ルネサンス熊本 フットボールクラブ |
| 2016 | 九州女子1部          | 2位                                | 17                                 | 9                                  | 5                                  | 1                                  | 2                                  | 9                                  | 2回戦敗退    | 千葉弘樹 | 益城ルネサンス熊本 フットボールクラブ |
| 2017 | 九州女子1部          | 3位                                | 28                                 | 14                                 | 8                                  | 2                                  | 4                                  | 8                                  | 九州予選敗退 | 鈴木聡   | 熊本ルネサンス フットボールクラブ     |
| 2018 | 九州女子1部          | 4位                                | 23                                 | 14                                 | 7                                  | 2                                  | 5                                  | 8                                  | 九州予選敗退 | 前田直樹 | 熊本ルネサンス フットボールクラブ     |
| 2019 | 九州女子1部          | 5位                                | 20                                 | 14                                 | 5                                  | 5                                  | 4                                  | 8                                  | 九州予選敗退 | 前田直樹 | 熊本ルネサンス フットボールクラブ     |
| 2020 | 九州女子1部          | 新型コロナウイルスの影響により中止 | 新型コロナウイルスの影響により中止 | 新型コロナウイルスの影響により中止 | 新型コロナウイルスの影響により中止 | 新型コロナウイルスの影響により中止 | 新型コロナウイルスの影響により中止 | 新型コロナウイルスの影響により中止 | 九州予選敗退 | 前田直樹 | 熊本ルネサンス フットボールクラブ     |
| 2021 | 九州女子1部          | 5位                                | 8                                  | 7                                  | 3                                  | 4                                  | 0                                  | 8                                  | 九州予選敗退 | 前田直樹 | 熊本ルネサンス フットボールクラブ     |
| 2022 | 九州女子1部          | 7位                                | 13                                 | 16                                 | 3                                  | 4                                  | 9                                  | 9                                  | 九州予選敗退 | 前田直樹 | 熊本ルネサンス フットボールクラブ     |
| 2023 | 九州女子1部          | 7位                                | 5                                  | 14                                 | 1                                  | 2                                  | 11                                 | 8                                  | 九州予選敗退 | 前田直樹 | 熊本ルネサンス フットボールクラブ     |
| 2024 | 九州女子2部          | 5位                                | 19                                 | 14                                 | 6                                  | 1                                  | 7                                  | 8                                  | 県予選敗退   | 前田直樹 | 熊本ルネサンス フットボールクラブ     |

- 第1回九州女子サッカーリーグ（1998年）2位、第2回九州女子サッカーリーグ（1999年）2位（九州女子サッカーリーグホームページ過去の記録より）
- 予選（地区）リーグと決勝リーグを採用した2000年から2003年までの成績は年間順位。チーム数は両地区の合計チーム数。
- 勝ち点は「勝ち3、引き分け1、負け0」
- 2004年から二部制に移行。チーム数は所属リーグのみ。
- 2003年まではシーズン名に「第○回」と表記されていたが、2004年から西暦で表記するようになった。
- 九州女子サッカーリーグは2012年より2部制から1部制に移行。2016年より再度2部制に移行。

### 全日本女子サッカー選手権大会（皇后杯）
本大会の成績のみ記載
| 回 | 年月日         | 時期  | 会場       | スコア       | 対戦相手                             | チーム名 | 観客 |
| -- | -------------- | ----- | ---------- | ------------ | ------------------------------------ | -------- | ---- |
| 22 | 2001年1月7日   | 2回戦 | 博多陸     | ●0-3         | ジェフユナイテッド市原レディース     | R熊本    |      |
| 23 | 2002年1月6日   | 2回戦 | 博多陸     | ●0-4         | スペランツァF.C.高槻                 | R熊本    |      |
| 24 | 2003年1月18日  | 2回戦 | 太陽が丘   | ●0-8         | スペランツァF.C.高槻                 | R熊本    |      |
| 25 | 2004年1月11日  | 1回戦 | 日本平     | ●1-2         | アルビレックス新潟レディース         | R熊本    |      |
| 26 | 2004年12月4日  | 1回戦 | 上野       | ○1-0         | ブッチギリ                           | R熊本    |      |
| 26 | 2004年12月5日  | 2回戦 | 上野       | ●0-5         | YKK AP東北女子サッカー部フラッパーズ | R熊本    |      |
| 27 | 2005年12月10日 | 1回戦 | 神戸ユ     | ●1-2         | 吉備国際大学女子サッカー部           | R熊本    |      |
| 28 | 2006年12月17日 | 2回戦 | 加古川     | ●0-2         | 吉備国際大学女子サッカー部           | R熊本    |      |
| 29 | 2007年12月2日  | 1回戦 | 加古川     | ●0-1         | 日ノ本学園高等学校                   | R熊本    |      |
| 30 | 2008年11月29日 | 1回戦 | ひたちなか | ●1-6         | 日テレ・メニーナ                     | R熊本    |      |
| 31 | 2009年12月6日  | 1回戦 | 鴨池       | ●1-7         | JFAアカデミー福島                    | R熊本    | 100  |
| 32 | 2010年12月5日  | 1回戦 | 島根       | ●0-3         | 日テレ・メニーナ                     | R熊本    | 158  |
| 33 | 2011年12月3日  | 1回戦 | 三木       | ○2-1         | 仙台大学                             | 益城R    | 100  |
| 33 | 2011年12月10日 | 2回戦 | 高松       | ●2-7         | 日ノ本学園高等学校                   | 益城R    | 140  |
| 35 | 2013年11月23日 | 1回戦 | 藤枝       | ●0-6         | JFAアカデミー福島                    | 益城R    | 147  |
| 38 | 2016年10月23日 | 1回戦 | 藤枝グ     | ○3-2（延長） | 常葉学園橘高等学校                   | 益城R    | 232  |
| 38 | 2016年10月30日 | 2回戦 | 佐久       | ●0-6         | 浦和レッズレディース                 | 益城R    | 310  |

### 日本女子サッカーリーグ入替戦及び予選大会
| 年度                                 | 結果                                                               | 試合詳細 |
| ------------------------------------ | ------------------------------------------------------------------ | --- |
| JLSL・チャレンジマッチ'96            | 2戦2敗 JLSL参入ならず                                              | 飽田FCレディース 0 - 2 浦和レディースFC 飽田FCレディース 0 - 1 浦和レディースFC |
| 1997-98 L・リーグ入替戦              | 2戦2敗 JLSL参入ならず                                              | マザーズ熊本レインボーレディース 0 - 12 宝塚バニーズ マザーズ熊本レインボーレディース 0 - 14 宝塚バニーズ                                                                                            |
| 2010チャレンジリーグ入替戦           | 2戦1分1敗 チャレンジリーグから降格                                 | ルネサンス熊本フットボールクラブ 3 - 3 スフィーダ世田谷FC ルネサンス熊本フットボールクラブ 2 - 3 スフィーダ世田谷FC                                                                                  |
| 2011チャレンジリーグ入替戦予選大会   | 準決勝敗退 チャレンジリーグ参入ならず                              | 益城ルネサンス熊本フットボールクラブ 2 - 0 豊田レディースフットボールクラブ 益城ルネサンス熊本フットボールクラブ 1 - 3 JAPANサッカーカレッジレディース                                               |
| 2012チャレンジリーグ入替戦予選大会   | 7位（7チーム中） チャレンジリーグ参入ならず                        | 益城ルネサンス熊本フットボールクラブ 2 - 3 清水第八プレアデス 益城ルネサンス熊本フットボールクラブ 0 - 1 ノルディーア北海道 益城ルネサンス熊本フットボールクラブ 0 - 0 (PK8-9) NGU名古屋FCレディース |
| 2013チャレンジリーグ入替戦予選大会   | A組2位（3チーム中） チャレンジリーグ参入ならず                     | 益城ルネサンス熊本フットボールクラブ 2 - 0 ノルディーア北海道 益城ルネサンス熊本フットボールクラブ 0 - 2 アンジュヴィオレ広島                                                                        |
| 2014チャレンジリーグ参入チーム決定戦 | 参入決定戦 A組3位（3チーム中）                                     | 益城ルネサンス熊本フットボールクラブ 0 - 1 新潟医療福祉大学女子サッカー部 益城ルネサンス熊本フットボールクラブ 1 - 3 横浜FCシーガルズ                                                                |
| 2014チャレンジリーグ参入チーム決定戦 | 入替戦進出チーム決定戦 1位（3チーム中）                            | 益城ルネサンス熊本フットボールクラブ 13 - 0 ディオッサ出雲F.C. 益城ルネサンス熊本フットボールクラブ 2 - 0 ジュ ブリーレ 鹿児島                                                                       |
| 2014チャレンジリーグ参入チーム決定戦 | 入替戦 2戦2勝 チャレンジリーグ参入                                 | 益城ルネサンス熊本フットボールクラブ 4 - 0 清水第八プレアデス 益城ルネサンス熊本フットボールクラブ 1 - 0 清水第八プレアデス                                                                          |
| 2015チャレンジリーグ入替戦           | 2戦1勝1敗（得失点差0、アウェーゴール0-1） チャレンジリーグから降格 | 益城ルネサンス熊本フットボールクラブ 0 - 1 オルカ鴨川FC 益城ルネサンス熊本フットボールクラブ 2 - 1 オルカ鴨川FC                                                                                      |

## 表彰
チーム
- フェアプレー賞：2回
  - 2005年、2006年[11]

## 記録

### リーグ戦出場記録
150試合出場達成者
- 奥村紗代 (2009年)

100試合出場達成者
- 安部友美 (2006年)
- 佐藤恵利子 (2006年)
- 奥村紗代 (2006年)
- 島田佳由子 (2009年)
- 松元ゆみ子 (2009年)
- 有富明菜 (2009年)

### ユニフォームサプライヤー
- ヨネックス

## チーム名変遷
- 1987 - 1988年：熊本レディース飽田
- 1989 - 1996年：飽田FCレディース
- 1997年：マザーズ熊本レインボーレディース
- 1998年 - 2010年：ルネサンス熊本フットボールクラブ（1998年新チームとして独立）
- 2011年 - 2016年：益城ルネサンス熊本フットボールクラブ
- 2017年 - 現在：熊本ルネサンスフットボールクラブ

## 出身選手
- 薊理絵 - 元ちふれASエルフェン埼玉所属
- 大竹麻友 - ノジマステラ神奈川相模原所属

### 注記
1. ↑  なお、マザーズはその後も存続。2001年にクラブ名を「熊本ユナイテッドスポーツクラブ」と改称し、2006年現在、女子トップチームの「フローラ」、15歳以下の女子を対象とした「エルマーナ」、12歳以下の女子・9歳以下の男女を対象とした「エーマ」、15歳以下の男子を対象とした「ベルドーラ」、12歳以下の男子を対象とした「ブローテ」の5チームを擁するクラブとなっている。
2. ↑  2010年1節～10節、15節は緒方慎太郎副監督が指揮
3. ↑  八木邦靖監督は2015年チャレンジWEST最下位確定後退任。同年の皇后杯九州予選、チャレンジリーグ入替戦は松井尊コーチが監督代行として指揮。